# 聯邦三角站
聯邦三角站（英語：Federal Triangle Station）是華盛頓地鐵橘線、藍線和银线交會的地鐵車站。本站的出口設在Ariel Rios聯邦大廈的下方。

## 位置
本站所在地是華府一個聯邦辦公樓聚集的地方，站名取自由賓州西北大道、憲法西北大道及15街劃出的三角形區域，即所謂的「聯邦三角」。這塊區域包含了美國司法部、美國商務部、國稅局及美國國家環境保護局等聯邦機構的總部大樓。

## 車站結構
聯邦三角站採用簡單的島式月台布局，有三條藍線银线及橘線共用的軌道：D1為南向軌道，通往華府以東的地區；D2則為北向軌道，通往華府以西的地區，月台邊緣則如同華盛頓地鐵大部分車站，設有閃爍警示燈。2008年，華盛頓都會區交通局在畫廊-中國城站新增紅色LED燈的測試成功後，便將之增設於本站及市中心其他車站內的月台邊緣。聯邦三角站是華盛頓地鐵最早採用格狀拱形內牆的車站之一，但後來其他地鐵站均改採更簡潔的混凝土拱牆，而捨棄了聯邦三角站的這種形式。
本站只有一個通往月台層的入口，位在月台中段略偏南之處，並有電扶梯聯絡月台上層的中間層及街道層。在本站內的天花板上有個扁平的方塊，是第二個入口將可能興建的位置（但仍未開始使用），在國家檔案館站等地鐵站內也有類似情形。
| G        | 街道層             | 出入口                                                                             |
| M        | 夾層               | 單向閘機、售票機、車站詢問處                                                       |
| P 月台層 | 西行               | 往法蘭克尼亞-春田（地鐵中心） · 往維也納（地鐵中心） · 往威勒-雷斯頓東（地鐵中心） |
| P 月台層 | 島式月台，左側開門 |                                                                                    |
| P 月台層 | 東行               | 往拉戈鎮中心（史密森尼） · 往新卡羅頓（史密森尼）                                  |

## 出軌事故
1982年1月13日時，一列橘線列車在本站與史密森尼站之間一個失靈的轉轍器出軌，造成3死25傷，是華盛頓地鐵第一次造成人員死亡的事故。

## 車站週邊
- 美國聯邦政府所屬建築：
  - 羅伯特·弗朗西斯·甘迺迪大廈（Robert F. Kennedy Department of Justice Building，美國司法部總部）
  - 赫伯特·克拉克·胡佛大廈（Herbert C. Hoover Building，美國商務部總部，內部尚有國家水族館及白宮遊客中心）
  - 美國國家環境保護局
  - 約翰·埃德加·胡佛大樓（J. Edgar Hoover Building，聯邦調查局總部）
  - 舊郵政辦公室
  - 隆納·雷根大廈和國際貿易中心（Ronald Reagan Building and International Trade Center）
- 自由廣場（Freedom Plaza）
- 潘興公園（Pershing Park）
- 國家廣場
  - 廣場附近的史密森尼學會所屬博物館，包括國立美國歷史博物館（National Museum of American History）及國立自然歷史博物館（National Museum of Natural History）

## 外部連結

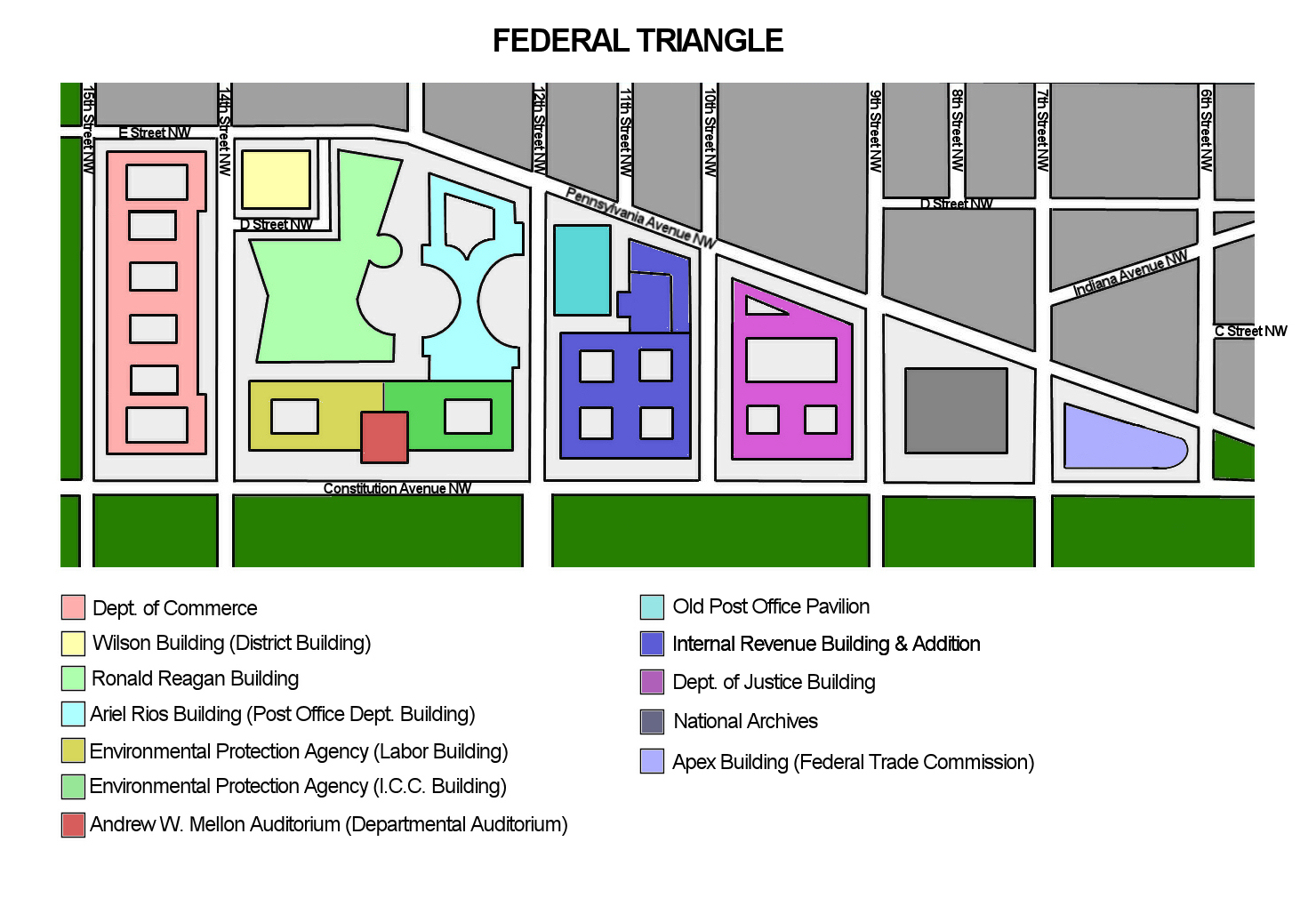
聯邦三角範圍及所在建築示意圖

- WMATA: Federal Triangle Station
- StationMasters Online: Federal Triangle Station （页面存档备份，存于）
- The Schumin Web Transit Center: Federal Triangle Station

38°53′38″N 77°01′43″W / 38.893814°N 77.028515°W